# Film in 1985
Dit artikel gaat over de film in het jaar 1985.

## Succesvolste films
De tien films uit 1985 die het meest opbrachten.
| Rang | Titel                      | Distributeur       | Opbrengst wereldwijd |
| ---- | -------------------------- | ------------------ | -------------------- |
| 1    | Back to the Future         | Universal Pictures | $ 381.109.762        |
| 2    | Rocky IV                   | United Artists     | $ 300.473.716        |
| 3    | Rambo: First Blood Part II | TriStar Pictures   | $ 300.400.432        |
| 4    | Out of Africa              | Universal Pictures | $ 227.514.205        |
| 5    | The Jewel of the Nile      | 20th Century Fox   | $ 96.773.200         |
| 6    | The Color Purple           | Warner Bros.       | $ 94.175.854         |
| 7    | Cocoon                     | 20th Century Fox   | $ 85.313.124         |
| 8    | Witness                    | Paramount Pictures | $ 68.706.993         |
| 9    | The Goonies                | Warner Bros.       | $ 61.389.680         |
| 10   | Spies Like Us              | Warner Bros.       | $ 60.088.980         |

## Lijst van films
- After Hours
- Agnes of God
- Back to the Future
- Brazil
- The Breakfast Club
- Brewster's Millions
- Cat's Eye
- A Chorus Line
- Cocoon
- The Color Purple
- Commando
- Desperately Seeking Susan
- The Emerald Forest
- The Falcon and the Snowman
- Fandango
- Flesh & Blood
- Fletch
- Fright Night
- The Goonies
- La historia oficial
- Invasion U.S.A.
- The Jewel of the Nile
- The Journey of Natty Gann
- Kiss of the Spider Woman
- Ladyhawke
- Legend
- The Lightship
- Mad Max Beyond Thunderdome
- Marie
- Mask
- National Lampoon's European Vacation
- A Nightmare on Elm Street Part 2: Freddy's Revenge
- Once Bitten
- Out of Africa
- Pale Rider
- Police Academy 2: Their First Assignment
- Porky's Revenge
- Prizzi's Honor
- The Purple Rose of Cairo
- Rambo: First Blood Part II
- Ran
- Red Sonja
- Remo Williams: The Adventure Begins
- Return to Oz
- Rocky IV
- A Room with a View
- Runaway Train
- Silverado
- Space
- Spies Like Us
- St. Elmo's Fire
- Sweet Dreams
- Taran en de Toverketel (Engelse titel: The Black Cauldron)
- To Live and Die in L.A.
- Treasure Island
- Twice in a Lifetime
- A View to a Kill
- Vision Quest
- Weird Science
- White Nights
- Witness
- Year of the Dragon
- Young Sherlock Holmes

## Lijst van Nederlandse films
- Het bittere kruid
- De deur van het huis
- De ijssalon
- De prooi
- Pervola, sporen in de sneeuw
- Soldaten zonder geweren
- Wildschut

1870-1879 · 1880-1889 · 1890 · 1891 · 1892 · 1893 · 1894 · 1895 · 1896 · 1897 · 1898 · 1899 · 1900 · 1901 · 1902 · 1903 · 1904 · 1905 · 1906 · 1907 · 1908 · 1909 · 1910 · 1911 · 1912 · 1913 · 1914 · 1915 · 1916 · 1917 · 1918 · 1919 · 1920 · 1921 · 1922 · 1923 · 1924 · 1925 · 1926 · 1927 · 1928 · 1929 · 1930 · 1931 · 1932 · 1933 · 1934 · 1935 · 1936 · 1937 · 1938 · 1939 · 1940 · 1941 · 1942 · 1943 · 1944 · 1945 · 1946 · 1947 · 1948 · 1949 · 1950 · 1951 · 1952 · 1953 · 1954 · 1955 · 1956 · 1957 · 1958 · 1959 · 1960 · 1961 · 1962 · 1963 · 1964 · 1965 · 1966 · 1967 · 1968 · 1969 · 1970 · 1971 · 1972 · 1973 · 1974 · 1975 · 1976 · 1977 · 1978 · 1979 · 1980 · 1981 · 1982 · 1983 · 1984 · 1985 · 1986 · 1987 · 1988 · 1989 · 1990 · 1991 · 1992 · 1993 · 1994 · 1995 · 1996 · 1997 · 1998 · 1999 · 2000 · 2001 · 2002 · 2003 · 2004 · 2005 · 2006 · 2007 · 2008 · 2009 · 2010 · 2011 · 2012 · 2013 · 2014 · 2015 · 2016 · 2017 · 2018 · 2019 · 2020 · 2021 · 2022 · 2023 · 2024 · 2025